# Cho Kyu-hyun
Cho Kyu-hyun (Hangul: 조규현, Hanja: 曺圭賢, Hán Việt: Tào Khuê Hiền, sinh ngày 3 tháng 2 năm 1988), thường được biết đến với nghệ danh Kyuhyun, là một nam ca sĩ, diễn viên nhạc kịch và người dẫn chương trình truyền hình người Hàn Quốc. Anh là thành viên sau cùng gia nhập nhóm nhạc nam Super Junior (sau đó là các nhóm nhỏ Super Junior-M, Super Junior-K.R.Y. và nhóm nhạc dự án SM the Ballad) vào tháng 5 năm 2006, và là thành viên nhỏ tuổi nhất nhóm. Anh hiện giữ vị trí là một trong ba giọng ca hát chính của nhóm.
Bên cạnh các hoạt động cùng nhóm, tên tuổi của anh còn được khẳng định qua vai trò là thành viên cố định của nhiều chương trình truyền hình và diễn viên nhạc kịch, khi từng tham gia bản gốc và phiên bản Hàn Quốc của các vở nhạc kịch nổi tiếng như: Catch Me If You Can, 3 chàng lính ngự lâm, Robin Hood, Mozart... Kyuhyun ra mắt với vai trò nghệ sĩ solo vào ngày 13 tháng 11 năm 2014 với mini album đầu tay, At Gwanghwamun, và trở thành thành viên đầu tiên của Super Junior ra mắt với tư cách nghệ sĩ solo.
Vào năm 2023, Kyuhyun thông báo rằng anh sẽ không tiếp tục gia hạn hợp đồng với SM Entertainment, trở thành thành viên thứ ba rời khỏi công ty này sau Eunhyuk và Donghae. Anh sẽ ký hợp đồng với công ty Antenna Music của ca sĩ gạo cội Yoo Hee-yeol.

## Tiểu sử
Cho Kyu-hyun sinh ra tại Nowon-gu, phía đông bắc thủ đô Seoul. Cha của anh, Cho Young-hwan, làm việc tại Tổng công ty Nhà ở Hàn Quốc trước khi thành lập nhiều học viện khác nhau tại nước này. Mẹ anh, Kim Hanna, theo đuổi các dự án kinh doanh như thành lập một học viện nghệ thuật, cũng như một nhà khách tại Myeongdong. Kyuhyun còn có một chị gái, Cho Ara, một nghệ sĩ violin từng du học tại Viên, Áo, trước khi về nước giảng dạy và từng là thực tập sinh của SM.
Ngay từ khi còn nhỏ, khả năng Toán học của Kyuhyun đã được phát hiện bởi cha của anh. Kyuhyun sở hữu chỉ số thông minh lên đến 138 cùng nhiều thành tích trong bộ môn này. Anh đã giành được huy chương vàng trong một cuộc thi Olympic Toán học khi còn trên ghế nhà trường.
Kyuhyun từng được cha mẹ định hướng theo ngành luật, anh từng chia sẻ sẽ theo đuổi ngành này nếu không trở thành ca sĩ. Tuy nhiên, dự định ban đầu của anh đã bị nán lại sau khi anh gia nhập một ban nhạc ở trường trung học và anh nhận ra khả năng ca hát của mình. Tài năng ca hát của Kyuhyun được phát hiện sau khi anh bất ngờ giành chiến thắng trong cuộc thi ca hát Chin Chin Youth Festival vào năm 2005, và anh đã gia nhập SM Entertainment cùng năm đó. Ban đầu, Kyuhyun đã vấp phải sự phản đối từ cha mình, nhưng cuối cùng ông đã đồng ý ủng hộ ước mơ trở thành ca sĩ của Kyuhyun với điều kiện anh phải tốt nghiệp một trường đại học danh tiếng. Kyuhyun theo học tại trường đại học Kyunghee Cyber chuyên ngành âm nhạc hậu hiện đại, và tốt nghiệp năm 2013. Năm 2016, anh đã nhận bằng thạc sĩ tại trường Đại học Kyunghee với luận án "Nghiên cứu về hiện tại và sự phát triển trong tương lai của K-pop: Chiến lược phổ biến K-pop tại thị trường Âu-Mỹ từ câu chuyện thành công tại thị trường Nhật Bản và Trung Quốc".

## Sự nghiệp

### 2006–2009: Buổi đầu sự nghiệp

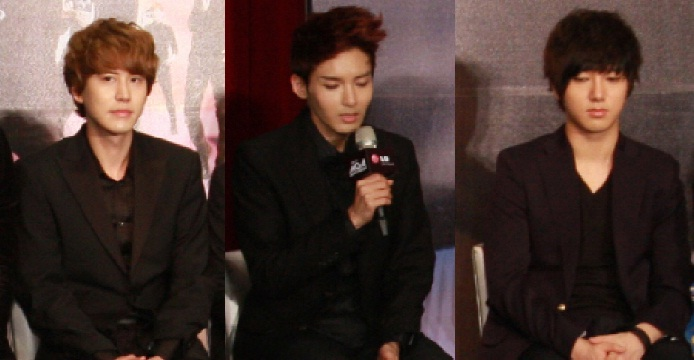
Super Junior K.R.Y. năm 2011 (từ trái sang: Kyuhyun, Ryeowook, Yesung)

Kyuhyun chính thức ra mắt vào ngày 27 tháng 5 năm 2006 trong phần biểu diễn ca khúc mới "U" của Super Junior trên I-Concert của đài SBS. Việc Kyuhyun được thêm vào Super Junior ban đầu gây khó chịu cho nhiều người hâm mộ, khi họ muốn duy trì đội hình 12 người ban đầu, nhưng anh đã nhanh chóng được chấp nhận và biết đến như thành viên thứ 13 của nhóm. Đến cuối năm 2006, Kyuhyun, cùng với Yesung và Ryeowook được xếp vào nhóm đơn đầu tiên của Super Junior, Super Junior-K.R.Y. Bộ ba ra mắt ngày 5 tháng 11 năm 2006 trên chương trình Music Bank của đài KBS.
Đầu năm 2008, Kyuhyun lại được xếp vào phân nhóm Super Junior thứ 3, Super Junior-M, mà trưởng nhóm là thành viên người Trung Quốc Hangeng. Phân nhóm này đặc biệt chú trọng hát tiếng Quan thoại, mang ảnh hưởng của nhạc pop Hàn Quốc đến ngành công nghiệp âm nhạc Trung Quốc. Nhóm ra mắt tại Trung Quốc ngày 8 tháng 4 năm 2008 tại giải Annual Music Chart Awards lần thứ 8 cùng với phát hành đĩa đơn nhạc hình đầu tiên, "U".
Năm 2009, để quảng bá cho album thứ ba của Super Junior Sorry, Sorry, Kyuhyun cùng các thành viên khác thường xuyên tham gia các hoạt động ở hải ngoại, có cả Bird Nest Concert của Thành Long ngày 8 tháng 4 năm 2009 cùng với Trương Lực Doãn. Album này đã tạo nên một cơn sốt và đánh dấu sự trở lại của nhóm sau một thời gian dài gián đoạn. Nhóm cũng tổ chức chuyến lưu diễn châu Á lần hai, Super Show 2.

### 2010–2013: SM the Ballad, sự nghiệp diễn xuất và xuất hiện trên truyền hình
Ngày 6 tháng 1 năm 2010, anh ra mắt ca khúc solo "Listen to You", nhạc phim Pasta. Bài hát đã chiếm ngôi đầu trên các bảng xếp hạng âm nhạc tại thời điểm đó. Ngày 5 tháng 8, anh ra mắt ca khúc thứ ba "Hope, a dream that never sleeps", nhạc phim Baker King, Kim Tak Goo.
Ngày 28 tháng 12 năm 2010, anh ra mắt với SM The Ballad do SM Entertainment thành lập, gồm những ca sĩ trực thuộc công ty, cùng với Jonghyun (Shinee), Jay (TRAX) và Jino (hiện là thành viên Pentagon).. Các bài hát chủ đạo là ballad nhẹ nhàng, hợp với giọng của các thành viên. Kyuhyun cũng tham gia vào album vol.4 Bonamana của Super Junior. Tháng 8 năm 2011, Kyuhyun lại tiếp tục tham gia vào album vol.5 Mr Simple của Super Junior.
Kyuhyun tích cực tham gia các chương trình truyền hình nhiều hơn từ sau khi tai nạn, anh cũng đã tham gia Immortal Song 2. Ngày 14 tháng 2 năm 2012, tập thử nghiệm của Kyuhyun trong chương trình We Got Married phiên bản Trung Quốc được phát sóng. Đây có thể coi là một bước chuyển mới của Kyuhyun ở thị trường Trung Quốc khi tham gia chương trình này.
Từ ngày 15 tháng 12 năm 2010 tới tháng 1 năm 2011, anh luân phiên với Jay (TRAX) đảm nhận vai D'Artagnan trong vở nhạc kịch 3 chàng lính ngự lâm tại Seoul. Vai diễn này giúp anh giành chiến thắng tại giải Golden Ticket Awards năm 2010. Ngày 28 tháng 3 năm 2012, vở nhạc kịch của Kyuhyun với tên gọi "Catch Me If You Can" được công diễn tại Vương quốc Anh. Kyuhyun đảm nhận vai chính Frank. Từ tháng 3 đến tháng 4 năm 2013, anh một lần nữa đảm nhận vai D'Artagnan trong bản làm lại của vở 3 chàng lính ngự lâm.
Tháng 5 năm 2013, anh thay thế Minho (Shinee) trong vai trò dẫn chương trình Mamma Mia của đài KBS. Tháng 6 năm đó, anh tham gia vào đĩa đơn solo của Henry Lau, "Trap", cùng với Taemin (Shinee).
Tháng 8 năm 2013, anh tốt nghiệp cử nhân ngành Âm nhạc hậu hiện đại tại trường đại học Kyunghee, sau đó tiếp tục học thạc sĩ tại trường.

### 2014–2016: Sự nghiệp solo,At GwanghwamunvàFall, Once Again

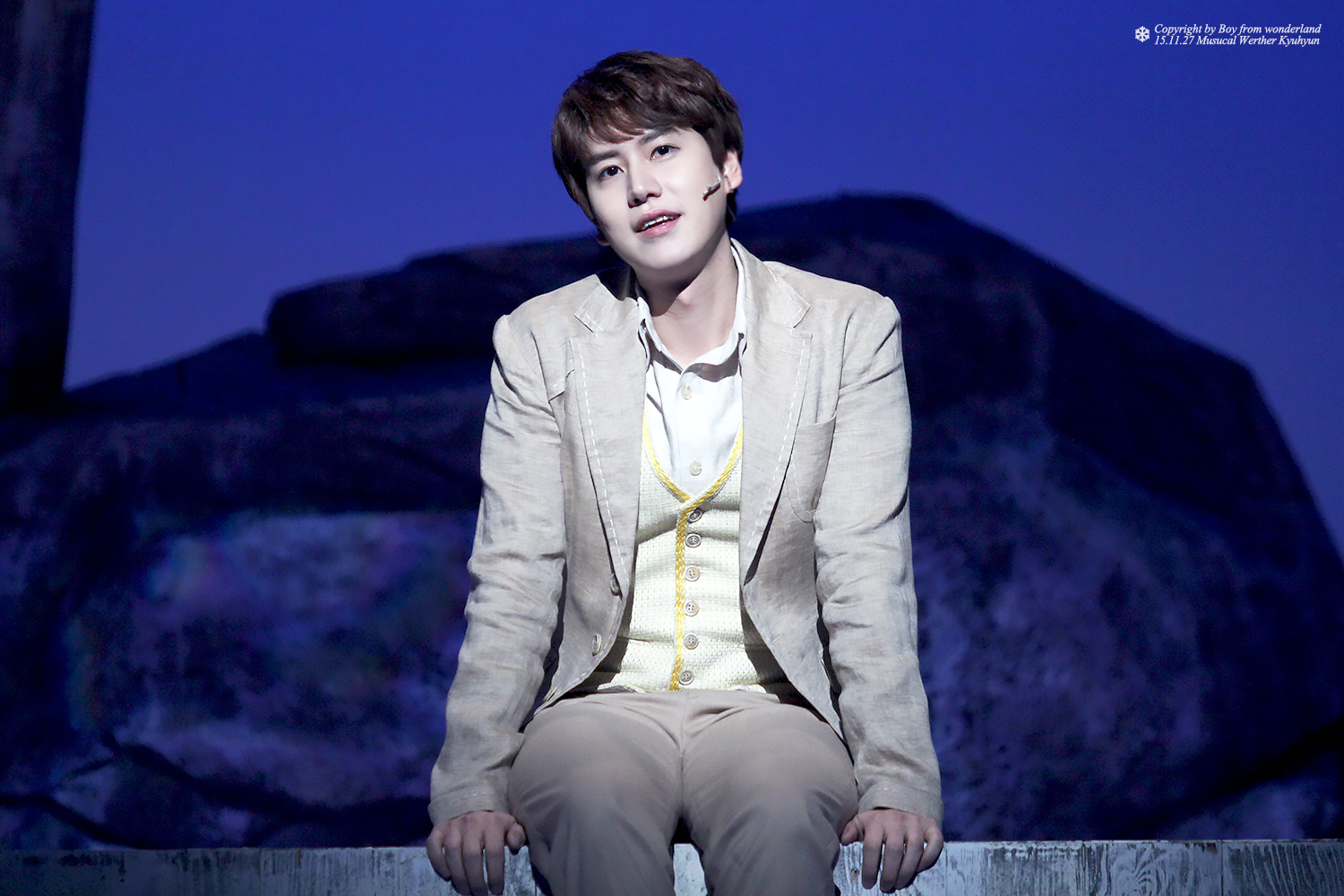
Kyuhyun diễn tại buổi nhạc kịch Werther năm 2015

Từ ngày 18 tháng 1 đến 23 tháng 2 năm 2014, anh tham gia vào phiên bản nhạc kịch của bộ phim Mặt trăng ôm mặt trời của đài MBC, cùng với Seohyun (Girls' Generation). Vở được công diễn tại Trung tâm Nghệ thuật Seoul. Tháng 5 năm 2014, anh lại tham gia vào vở Singin' In The Rain trong vai Don Lockwood, cùng với Sunny (Girls' Generation). Vở được sản xuất bởi SM C&C, một công ty con của SM Entertainment, được công diễn tại Hội trường Nghệ thuật Chungmu ở Seoul từ ngày 5 đến 22 tháng 6.
Kyuhyun ra mắt với tư cách nghệ sĩ solo vào 13/11/2014 với mini album đầu tay "At Gwanghwanmun". Ca khúc chủ đề "At Gwanghwamun" (Hangul: 광화문 에서) được sáng tác và viết bởi nhà soạn nhạc nổi tiếng của SM Entertainment, Kenzie . Đây là một ca khúc ballad buồn nói về cuộc chia tay đầy đau khổ, mang đến cảm xúc mùa thu. Album đã đứng đầu bảng xếp hạng tuần và tháng của Gaon. Đặc biệt, ca khúc chủ đề "At Gwanghwamun" đã đạt hơn 1,580,479 lượt tải xuống theo dữ liệu của Gaon. Ca khúc đã mang về cho Kyuhyun giải Bonsang Nhạc số tại Golden Disk Awards lần thứ 30 vào năm 2016.

### 2016–2017: Hoạt động tại Nhật Bản,Waiting,Stillvà nghĩa vụ quân sự
Vào ngày 10/11/2016, Kyuhyun đã ra mắt mini album thứ 3 mang tên "Waiting, Still" cùng hai ca khúc chủ đạo "Blah Blah" và "Still". Đây là sản phẩm âm nhạc cuối cùng của anh trước khi lên đường nhập ngũ vào đầu năm 2017. Được biết, cả hai bài hát này đều được sản xuất bởi Yoon Jong Shin và Sung Si Kyung - những tên tuổi về Ballad nổi tiếng của Kpop.
Từ 25/05/2017 đến 07/05/2019, Kyuhyun tạm ngừng các hoạt động của mình để thực hiện nghĩa vụ quân sự bắt buộc.

### 2019–nay: Trở lại cùng Super Junior vàPROJECT: 季 Series
Sau khi xuất ngũ, Kyuhyun đã cho ra mắt đĩa đơn solo để đánh dấu cho sự trở lại của mình và dành tặng cho những người hâm mộ đã chờ đợi anh. Đĩa đơn solo "The day we meet again" ra mắt ngày 20/05/2019 gồm 3 bài hát: "Aewol-ri", "Time With You" và một bài hát cùng tên với đĩa đơn.

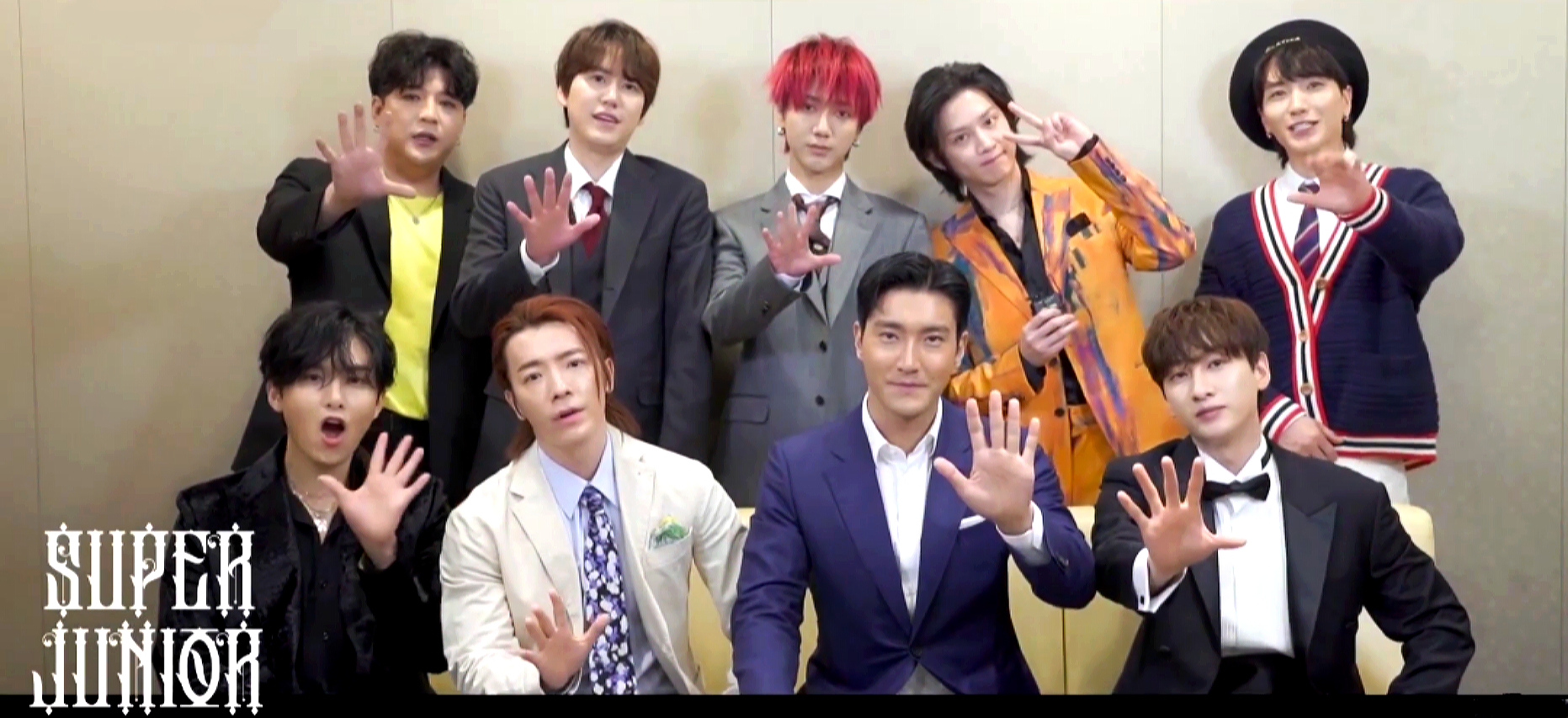
Kyuhyun cùng Super Junior trong lần quảng bá cho album phòng thu thứ 10 The Renaissance

Ngày 14/10/2019, Kyuhyun trở lại cùng Super Junior với album phòng thu tiếng Hàn thứ 9 Time Slip. Album có chín thành viên, đánh dấu sự trở lại của Kyuhyun sau khi anh thực hiện nghĩa vụ quân sự bắt buộc.
Ngày 16/03/2021, Kyuhyun cùng Super Junior cho ra mắt album phòng thu tiếng Hàn thứ 10 The Renaissance. Album ban đầu dự kiến được phát hành vào đầu tháng 12 năm 2020, sau đó đã được thông báo hoãn lại một lần vào 01/2021. Label SJ cho biết: "Đầu tiên, chúng tôi chân thành gửi lời xin lỗi tới người hâm mộ, những người đã chờ đợi album mới ra mắt từ lâu. Ngày phát hành full album thứ 10 của Super Junior, dự kiến ban đầu vào tháng 12, đã bị hoãn lại đến tháng 1 năm 2021. Vì đây là một album quan trọng kỷ niệm 15 năm debut của Super Junior vì vậy chúng tôi muốn tạo ra một album hoàn thiện hơn."  Trước đó, vào 06/11/2020, Super Junior đã cho ra mắt trước ca khúc "The Melody" nằm trong album này để kỷ niệm 15 năm thành lập nhóm.
Vào ngày 18/09/2021, Kyuhyun chính thông báo sẽ phát hành một ca khúc mùa thu, đây cũng là đĩa đơn thứ hai nằm trong dự án âm nhạc theo mùa "PROJECT: 季" (PROJECT: Season) của nam thần tượng. Dự án này được Kyuhyun lập ra với mong muốn dành tặng người hâm mộ mỗi mùa là một ca khúc mới. Trước đó vào tháng Bảy, ca khúc mùa hè "Dreaming" của anh cũng đã được công bố như đĩa đơn khởi động cho dự án này. Được biết, đĩa đơn này đã được định thời gian phát hành là vào ngày 08/10/2021. Đặc biệt, MV lần này sẽ được xây dựng nội dung cốt truyện như một bộ phim. Ngoài ra, sự tham gia diễn xuất của nam diễn viên Yoo Yeon Seok cũng mang đến nhiều sự mong đợi cho người hâm mộ.
Vào ngày 25/01/2022, Kyuhyun ra mắt mini album thứ 4 của mình "4 Season Project 季". Album bao gồm bài hát chủ đề "Love Story" cùng những bài hát đã được công bố trong dự án "PROJECT: 季" trước đó bao gồm "Dreaming", "Daystar", "Moving On", "Coffee" và "Together".
Sau một năm kể từ album phòng thu thứ 10 The Renaissance, Kyuhyun cùng các thành viên Super Junior được thông báo sẽ trở lại bằng một single album đặc biệt "The Road: Winter for Spring".

## Đời tư

### Tôn giáo
Kyuhyun là một trong sáu thành viên Super Junior theo đạo Thiên Chúa.

### Tai nạn giao thông năm 2007
Sáng sớm ngày 19 tháng 4 năm 2007, Kyuhyun cùng với một số thành viên Leeteuk, Shindong, Eunhyuk và hai quản lý đều phải nhập viện sau một vu tai nạn giao thông trong khi đang trở về từ chương trình  Kiss the Radio đêm hôm đó. Theo điều tra sơ bộ của cảnh sát, nguyên nhân dẫn đến vụ tai nạn là do xe bị nổ lốp, tài xế không khống chế được tốc độ khiến xe bị lật. Kyuhyun, khi đó ngồi ngay sau ghế tái xế, là người bị thương nặng nhất. Anh bị xuất huyết ở phổi và bụng, gãy xương sườn phải, gãy xương chân, gây hôn mê sâu và mất ý thức. Kyuhyun phải nằm trong phòng đặc biệt, nhưng do phục hồi nhanh, anh được chuyển đến phòng bệnh thường sau 78 giờ. Kyuhyun cũng không cần dùng đến máy thở, mặc dù anh chỉ có thể mấp máy được miệng. Kyuhyun được xuất viện ngày 5 tháng 7 năm 2007 sau 7 ngày. Kyuhyun trở lại lần đầu sau tai nạn vào ngày 21 tháng 9 năm 2007 để quảng bá cho album thứ hai của Super Junior, "Don't Don". Anh phải thực hiện một cuộc phẫu thuật khác và cần nhiều thời gian để phục hồi chấn thương nên ít tham gia vào các hoạt động của album thứ hai của Super Junior. Anh xuất hiện thường xuyên hơn cùng các thành viên nhóm kể từ tháng 12 năm đó.

### Tai nạn giao thông năm 2011
Sáng sớm 08/04/2011, Kyuhyun đã gặp phải một tai nạn giao thông khá nghiêm trọng khi anh bị một chiếc xe tải đâm. Tai nạn xảy ra khi Kyuhyun đang trên đường tới khu phía nam của Gwangju để tham gia vở nhạc kịch "The Three Musketeers". Anh đã bị một chiếc xe tải đâm ở Joeng Eub, một thành phố nhỏ gần Gwangju. Công ty quản lý của anh là SM Entertainment đã thông báo cụ thể về tình huống và hiện trạng của anh: "Khoảng 5 giờ sáng hôm nay, Kyuhun được đưa vào một bệnh viện địa phương sau khi bị một chiếc xe tải đang đổi làn đường đâm phải. Cậu ấy bị bầm dập, sưng tím cả tay và chân nhưng rất may là không có tổn thương về xương." Sau tai nạn, Kyuhyun ở trong trạng thái sức khỏe ổn định nhưng vẫn cần được bác sĩ theo dõi chặt chẽ để đề phòng các biến chứng nghiêm trọng có thể xảy ra.

### Bị tấn công bằng dao tại Tây Ban Nha
Vào ngày 27/10/2011, Kyuhyun đăng lên dòng trạng thái của mình trên Twitter kể về việc vào lúc sáng sớm, khi anh đang tìm đường về khách sạn thì một người lạ mặt tiến lại gần và rút dao và dí vào người Kyuhyun. Trong một khoảnh khắc may mắn, anh đã bỏ chạy được và kẻ tấn công đã bỏ cuộc khi không thể đuổi kịp.
Theo SM Entertainment, sau khi hoàn thành buổi diễn "SMTOWN Live NYC" ở Madison Square Garden, Super Junior đã có một kỳ nghỉ và Kyuhyun đã đi du lịch một mình tại Tây Ban Nha, nơi xảy ra tình huống nguy hiểm trước đó. Đại diện của SM Entertainment cũng cho biết: "Kyuhyun đã thông báo với quản lý về vụ việc trước khi đăng tải bài viết của mình. May mắn là không có gì xảy ra và bây giờ cậu ấy đã an toàn."

### Sự cố cháy khách sạn
Sự việc xảy ra vào tháng 2/2017 khi Kyuhyun đang chuẩn bị cho concert solo của mình tại Đài Loan. Tại đây, anh gặp sự cố khi khách sạn đột nhiên bốc cháy và các nhân viên cùng quản lý đã bỏ mặc Kyuhyun và chạy thoát thân ra ngoài trước. Kyuhyun hoàn toàn không biết về đám cháy cho đến khi  nhận ra căn phòng tràn ngập khói. Đã có nhiều tranh cãi xoay quanh trách nhiệm của nhân viên và quản lý của Kyuhyun trong việc bảo vệ nghệ sĩ. Sau đó, Kyuhyun tự lên tiếng để trấn an người hâm mộ trên tài khoản Twitter của mình:
"Dường như có một hiểu lầm rất lớn về vụ cháy khách sạn ở Đài Loan. Sự thật là quản lý, nhân viên của tôi và tôi ở đều ở trong phòng để bàn bạc kế hoạch cho sân khấu hòa nhạc sắp tới. Khi chúng tôi biết được thông tin tòa nhà bị cháy thì mọi vị khách còn lại đều đã sơ tán và ngọn lửa cũng đã được khống chế. Do đó, thay vì bước xuống cầu thang rời khỏi tòa nhà, tôi quyết định ở luôn trong phòng của mình."

### Phẫu thuật dây thanh âm
Ngày 23 tháng 8 năm 2016, Kyuhyun được đưa đi phẫu thuật để điều trị bệnh viêm dây thanh âm. Trong thời gian điều trị, anh dừng mọi hoạt động cùng nhóm.

### Nghĩa vụ quân sự
Kyuhyun nhập ngũ vào ngày 25 tháng 5 năm 2017 và hoàn thành nghĩa vụ quân sự vào ngày 7 tháng 5 năm 2019.  Sau khi xuất ngũ, anh phát hành đĩa đơn "The Day We Meet Again" vào ngày 20 tháng 5 năm 2019, đánh dấu sự trở lại trong làng giải trí.

### Dương tính vớiCOVID-19
Ngày 18 tháng 2 năm 2022, SJ Label thuộc SM Entertainment thông báo rằng Kyuhyun đã dương tính với COVID-19 sau khi có kết quả xét nghiệm PCR vào ngày 17 tháng 2 trước đó. Trước khi mắc bệnh, Kyuhyun đã được tiêm 3 mũi vaccine nên sức khỏe vẫn ổn định và chỉ gặp các triệu chứng nhẹ. Kyuhyun cũng ngay lập tức tạm dừng mọi hoạt động để tập trung điều trị cũng như thực hiện cách ly y tế tại nhà.

### Bị thương do người lạ tấn công bằng dao
Theo truyền thông Hàn Quốc đưa tin, ca sĩ Kyuhyun, thành viên nhóm nhạc Hàn Quốc Super Junior, vừa bị thương trong một vụ tấn công bằng dao xảy ra vào chiều tối 19/11. Vụ việc xảy ra vào khoảng 18 giờ khi một phụ nữ trạc 30 tuổi bất ngờ đột nhập vào phòng thay đồ của các diễn viên show nhạc kịch Ben-Hur ở quận Gangseo thuộc thành phố Seoul và vung vẩy con dao đang cầm trên tay như muốn tấn công vào các nghệ sĩ, khi đó Kyuhyun đang trang điểm.
Thấy vậy, anh cố ngăn cản người này và cuối cùng bị thương ở ngón tay nhưng không nghiêm trọng, sau đó anh được sơ cứu ngay tại chỗ và người phụ nữ đã bị cảnh sát bắt giữ ngay sau đó.

## Chương trình truyền hình[29]
| Năm       | Đài truyền hình                                           | Tên chương trình                                                   | Vai trò                | Chú thích                                                                                 |
| --------- | --------------------------------------------------------- | ------------------------------------------------------------------ | ---------------------- | ----------------------------------------------------------------------------------------- |
| 2006      | Mnet                                                      | Super Junior Mini-Drama                                            | Thành viên cố định     | Cùng với các thành viên Super Junior                                                      |
| 2007-2008 | SBS                                                       | Explorers of the Human Body                                        | Thành viên cố định     | Cùng với các thành viên Super Junior                                                      |
| 2011      | KBS                                                       | Immortal Songs: Singing the Legend                                 | Khách mời              | Xuất hiện 6 lần                                                                           |
| 2011-2017 | MBC                                                       | Radio Star                                                         | Thành viên cố định     |                                                                                           |
| 2013      | KBS                                                       | Mamma Mia                                                          | Thành viên cố định     |                                                                                           |
| 2014-2015 | SBS                                                       | Super Junior M Guest House                                         | Thành viên cố định     | Cùng với các thành viên của Super Junior-M                                                |
| 2015      | KBS                                                       | Exciting India                                                     | Thành viên cố định     | Cùng với Jonghyun (cựu thành viên CNBLUE), Sunggyu (Infinite), Minho (Shinee), Suho (EXO) |
| 2017      | tvN                                                       | Tân Tây du ký                                                      | Thành viên cố định     | Mùa 3 và 4                                                                                |
| 2019      | jtbc                                                      | Run.wav                                                            | Người dẫn chương trình |                                                                                           |
| 2019      | tvN                                                       | Kang's Kitchen 3                                                   | Thành viên cố định     |                                                                                           |
| 2019      | Vlive jtbc                                                | SJ Returns 3                                                       | Thành viên cố định     | Cùng với các thành viên Super Junior                                                      |
| 2019      | tvN                                                       | Fall in Love with Music                                            | Thành viên cố định     |                                                                                           |
| 2019-2020 | tvN                                                       | More Salty Tour                                                    | Thành viên cố định     | Tham gia từ tập 79                                                                        |
| 2019-2020 | tvN                                                       | Tân Tây du ký 7                                                    | Thành viên cố định     |                                                                                           |
| 2020      | MBC                                                       | Oh! My Part, You                                                   | Người dẫn chương trình |                                                                                           |
| 2020      | Vlive                                                     | SJ Returns 4                                                       | Thành viên cố định     | Cùng với các thành viên Super Junior                                                      |
| 2020      | tvN                                                       | Home Cook Live Lưu trữ ngày 6 tháng 2 năm 2022 tại Wayback Machine | Người dẫn chương trình |                                                                                           |
| 2020      | seezn Lưu trữ ngày 1 tháng 4 năm 2022 tại Wayback Machine | Museezn                                                            | Người dẫn chương trình |                                                                                           |
| 2020      | tvN                                                       | Tân Tây du ký 8                                                    | Thành viên cố định     |                                                                                           |
| 2020      | tvN                                                       | Things That Make Me Groove                                         | Thành viên cố định     |                                                                                           |
| 2020      | jtbc                                                      | Sing Again                                                         | Giám khảo              |                                                                                           |
| 2021      | jtbc                                                      | Mystical Record Shop                                               | Thành viên cố định     |                                                                                           |
| 2021      | jtbc                                                      | Famous Singer                                                      | Thành viên cố định     |                                                                                           |
| 2021      | SBS                                                       | Tiki-taCAR                                                         | Thành viên cố định     |                                                                                           |
| 2021      | TVING                                                     | Spring Camp                                                        | Thành viên cố định     | Cùng với các thành viên Tân Tây du ký                                                     |
| 2021      | tvN                                                       | Naked History 2                                                    | Thành viên cố định     |                                                                                           |
| 2021      | jtbc                                                      | Baek Jong Won's National Food: Global Food Edition                 | Thành viên cố định     |                                                                                           |
| 2021      | IHQ                                                       | Drinking Guys                                                      | Thành viên cố định     |                                                                                           |
| 2021      | Vlive                                                     | Mr. Camper                                                         | Thành viên cố định     | Cùng với Lee Soogeun                                                                      |
| 2021      | jtbc                                                      | Sing Again 2                                                       | Giám khảo              |                                                                                           |
| 2021      | Netflix                                                   | Địa ngục độc thân                                                  | Người dẫn chương trình |                                                                                           |
| 2022      | tvN                                                       | Naked History 3                                                    | Thành viên cố định     |                                                                                           |
| 2022      | jtbc                                                      | Famous Singers                                                     | Thành viên cố định     | Mùa 2                                                                                     |
| 2022      | jtbc                                                      | New Festa                                                          | Thành viên cố định     |                                                                                           |
| 2022      | SBS                                                       | Shooting Night Out                                                 | Thành viên cố định     |                                                                                           |

## Danh sách đĩa nhạc

### Cá nhân

#### Album phòng thu
| Tên       | Thông tin                                                                                     | Vị trí cao nhất trên BXH | Doanh số      |
| Tên       | Thông tin                                                                                     | JPN                      | Doanh số      |
| --------- | --------------------------------------------------------------------------------------------- | ------------------------ | ------------- |
| One Voice | - Phát hành: 8 tháng 2 năm 2017 (JPN) - Hãng đĩa: Avex Trax - Định dạng: CD, digital download | 1                        | - JPN: 31,588 |

#### Đĩa đơn
| Tên                   | Thông tin                                                                                              | Vị trí cao nhất trên BXH | Doanh số      |
| Tên                   | Thông tin                                                                                              | KOR                      | Doanh số      |
| --------------------- | --- | ------------------------ | ------------- |
| Goodbye for Now       | - Phát hành: 24 tháng 5 năm 2017 - Hãng đĩa: SM Entertainment - Định dạng: CD, digital download        | 3                        | - KOR: 25,997 |
| The Day We Meet Again | - Phát hành: 20 tháng 5 năm 2019 - Hãng đĩa: SM Entertainment - Định dạng: CD, Kihno, digital download | 3                        | - KOR: 52,386 |

#### Đĩa mở rộng
| Tên                              | Thông tin                                                                                        | Vị trí cao nhất trên BXH | Vị trí cao nhất trên BXH | Vị trí cao nhất trên BXH | Doanh số                          |
| Tên                              | Thông tin                                                                                        | KOR                      | JPN                      | US World                 | Doanh số                          |
| -------------------------------- | ------------------------------------------------------------------------------------------------ | ------------------------ | ------------------------ | ------------------------ | --------------------------------- |
| At Gwanghwamun                   | - Phát hành: 13 tháng 11 năm 2014 - Hãng đĩa: SM Entertainment - Định dạng: CD, digital download | 1                        | —                        | 2                        | - KOR: 72,824                     |
| Fall, Once Again                 | - Phát hành: 15 tháng 10 năm 2015 - Hãng đĩa: SM Entertainment - Định dạng: CD, digital download | 1                        | —                        | —                        | - KOR: 45,441                     |
| Waiting, Still                   | - Phát hành: 10 tháng 11 năm 2016 - Hãng đĩa: SM Entertainment - Định dạng: CD, digital download | 5                        | 41                       | —                        | - KOR: 45,475 - JPN: 1,964        |
| Love Story (4 Season Project 季) | - Phát hành: 25 tháng 1 năm 2022 - Hãng đĩa: SM Entertainment - Định dạng: CD, digital download  | 4                        | 20                       | —                        | - KOR: 55,774 - JPN: 1,931 (Phy.) |

#### Ca khúc

##### Với tư cách nghệ sĩ chính
| Tên                                                               | Năm  | Vị trí cao nhất trên BXH | Doanh số             | Album                            |
| Tên                                                               | Năm  | KOR                      | Doanh số             | Album                            |
| ----------------------------------------------------------------- | ---- | ------------------------ | -------------------- | -------------------------------- |
| "At Gwanghwamun" (광화문에서)                                     | 2014 | 2                        | - KOR: 2,500,000+    | At Gwanghwamun                   |
| "A Million Pieces" (밀리언조각)                                   | 2015 | 6                        | - KOR: 496,844+      | Fall, Once Again                 |
| "The Day We Felt Distance" (멀어지던 날)                          | 2015 | 14                       | - KOR: 300,112+      | Non-album singles                |
| "Celebration: Kimi ni Kakeru Hashi" (Celebration～君に架ける橋～) | 2016 | 5                        | - JPN: 31,302 (Phy.) | Non-album singles                |
| "Blah Blah" (블라블라)                                            | 2016 | 18                       | - KOR: 454,233+      | Waiting, Still                   |
| "Still" (여전히 아늑해)                                           | 2016 | 24                       | - KOR: 387,133+      | Waiting, Still                   |
| "Goodbye for Now" (다시 만나는 날)                                | 2017 | 18                       | - KOR: 200,138+      | Goodbye for Now                  |
| "Time with You" (그게 좋은거야)                                   | 2019 | 98                       | —                    | Non-album single                 |
| "Aewol-ri" (애월리)                                               | 2019 | 117                      | —                    | The Day We Meet Again            |
| "Dreaming"                                                        | 2020 | 112                      | —                    | Love Story (4 Season Project 季) |
| "Daystar" (내 마음을 누르는 일)                                   | 2020 | 91                       | —                    | Love Story (4 Season Project 季) |
| "Moving On" (마지막 날에)                                         | 2021 | 30                       | —                    | Love Story (4 Season Project 季) |
| "Coffee" (커피)                                                   | 2021 | 87                       | —                    | Love Story (4 Season Project 季) |
| "Together" (투게더)                                               | 2021 | 106                      | —                    | Love Story (4 Season Project 季) |
| "Love Story" (연애소설)                                           | 2022 | 92                       | —                    | Love Story (4 Season Project 季) |
| "—" cho biết ca khúc không lọt vào bảng xếp hạng.                 |      |                          |                      |                                  |

##### Với tư cách nghệ sĩ phối hợp
| Tên                                                       | Năm  | Vị trí cao nhất trên BXH | Doanh số       | Album              |
| Tên                                                       | Năm  | KOR                      | Doanh số       | Album              |
| --------------------------------------------------------- | ---- | ------------------------ | -------------- | ------------------ |
| "Just For One Day" (하루만) (hỗ trợ cho The Grace)        | 2007 | —                        | —              | One More Time, OK? |
| "Trap" (cùng với Taemin hỗ trợ cho Henry)                 | 2013 | 28                       | - KOR: 322,616 | Trap               |
| "Here She Comes" (그녀가 온다) (kết hợp cùng Lee Moon-se) | 2015 | —                        | —              | New Direction      |
| "Two Men" (두 남자) (kết hợp cùng Parc Jae-jung)          | 2016 | —                        | —              | Non-album single   |
| "Pat Pat" (쓰담쓰담) (cùng Mino, P.O)                     | 2019 | —                        | —              | Kang's Kitchen 3   |
| "—" cho biết ca khúc không lọt vào bảng xếp hạng.         |      |                          |                |                    |

#### Đĩa đơn quảng bá
| Tên                                                      | Năm  | Vị trí cao nhất trên BXH | Doanh số       | Album                                                                            |
| Tên                                                      | Năm  | KOR                      | Doanh số       | Album                                                                            |
| -------------------------------------------------------- | ---- | ------------------------ | -------------- | -------------------------------------------------------------------------------- |
| "Happy Bubble" (cùng Donghae và Han Ji-min)              | 2009 | —                        | —              | Non-album single                                                                 |
| "7 Years of Love" (7년간의 사랑)                         | 2009 | —                        | —              | Yoo Young-suk's 20th Anniversary                                                 |
| "Late Autumn" (늦가을)                                   | 2011 | 43                       | - KOR: 268,376 | Yoon Jong Shin's The Monthly Melody                                              |
| "Love Dust"                                              | 2013 | 46                       | - KOR: 69,871  | Hwang Sung Je's Project 'Super Hero' OST                                         |
| "T'ple Couple Want It" (T플커플 Want It!) (cùng Seohyun) | 2013 | —                        | —              | Non-album single                                                                 |
| "I've Loved Just One Person" (한 사람을 사랑했네)        | 2016 | 38                       | - KOR: 33,149  | Two Yoo Project Sugar Man Part 21                                                |
| "Samdado News" (삼다도 소식)                             | 2016 | —                        | —              | Thanks Band                                                                      |
| "Like Rain, Like Music" (비처럼 음악처럼)                | 2020 | —                        | —              | The Late Kim Hyun-sik's 30th Anniversary Memorial Album "Making Memories" Part 1 |
| "—" cho biết ca khúc không lọt vào bảng xếp hạng.        |      |                          |                |                                                                                  |

#### Nhạc phim
| Tên                                                          | Năm  | Vị trí cao nhất trên BXH | Doanh số       | Album                            |
| Tên                                                          | Năm  | KOR                      | Doanh số       | Album                            |
| ------------------------------------------------------------ | ---- | ------------------------ | -------------- | -------------------------------- |
| "Smile"                                                      | 2006 | —                        | —              | Hyena OST                        |
| "Listen... To You" (듣죠... 그대를)                          | 2010 | —                        | —              | Pasta OST                        |
| "Hope Is a Dream That Doesn't Sleep" (희망은 잠들지 않는 꿈) | 2010 | 40                       | —              | King of Baking, Kim Takgu OST    |
| "Biting My Lips" (입술을 깨물고) (cùng Ryeowook và Sungmin)  | 2010 | 49                       | —              | The President OST                |
| "The Way to Break Up" (헤어지는 방법)                        | 2011 | 45                       | - KOR: 120,706 | Poseidon OST                     |
| "Edge of Rain" (인우 (刃雨))                                 | 2012 | 66                       | - KOR: 132,215 | God of War OST                   |
| "To the Beautiful You" (아름다운 그대에게)) (cùng Tiffany)   | 2012 | 27                       | - KOR: 140,294 | To the Beautiful You OST         |
| "Just Once" (한번만)                                         | 2012 | 68                       | - KOR: 42,499  | The Great Seer OST               |
| "Shine Your Way" (bản tiếng Hàn) (cùng Luna)                 | 2013 | —                        | —              | The Croods OST                   |
| "Until I Reach Your Star" (너의 별에 닿을 때까지)            | 2015 | 29                       | - KOR: 30,823  | Hogu's Love OST                  |
| "The Time We Loved" (우리가 사랑한 시간)                     | 2015 | 9                        | - KOR: 210,557 | The Time We Were Not in Love OST |
| "Where Is My Heart" (내 맘은 어디에 두죠)                    | 2016 | 47                       | - KOR: 41,714  | One More Happy Ending OST        |
| "If You"                                                     | 2017 | —                        | —              | Hit the Top OST                  |
| "Serendipity" (우연히 그대) (cùng Gummy)                     | 2019 | —                        | —              | Love at First Song OST           |
| "All Day Long" (하루종일)                                    | 2020 | 142                      | —              | When the Weather Is Fine OST     |
| "Confession Is Not Flashy" (화려하지 않은 고백)              | 2020 | 8                        | —              | Hospital Playlist OST            |
| "The Moment My Heart Flinched" (내 마음이 움찔했던 순간)     | 2020 | 8                        | —              | She Is My Type OST               |
| "Love Beyond Words" (사랑은 말로 표현하는게 아니래요)        | 2021 | 122                      | —              | Soundtrack #1 OST                |
| "Promise You"                                                | 2022 | 161                      | —              | Forecasting Love and Weather OST |
| "Departure from a Country" (출국)                            | 2022 | —                        | —              | Sh**ting Stars OST               |
| "—" cho biết ca khúc không lọt vào bảng xếp hạng.            |      |                          |                |                                  |

#### Những lần xuất hiện khác
| Tên                                                          | Năm  | Vị trí cao nhất trên BXH | Album                           |
| Tên                                                          | Năm  | KOR                      | Album                           |
| ------------------------------------------------------------ | ---- | ------------------------ | ------------------------------- |
| "Miss You" (너무 그리워) (as part of SM the Ballad)          | 2010 | 16                       | SM the Ballad Vol. 1 – Miss You |
| "Hot Times" (시험하지 말기) (as part of SM the Ballad)       | 2010 | 93                       | SM the Ballad Vol. 1 – Miss You |
| "Love Again" (다시... 사랑합니다) (as part of SM the Ballad) | 2010 | —                        | SM the Ballad Vol. 1 – Miss You |
| "—" cho biết ca khúc không lọt vào bảng xếp hạng.            |      |                          |                                 |

#### Ca khúc khác xuất hiện trên bảng xếp hạng
| "At Close" (뒷모습이 참 예뻤구나)                   | 2014 | 41  | - KOR: 255,855+ | At Gwanghwamun   |
| "Eternal Sunshine"                                  | 2014 | 44  | - KOR: 108,625+ | At Gwanghwamun   |
| "Moment of Farewell" (이별을 말할 때)               | 2014 | 49  | - KOR: 186,108+ | At Gwanghwamun   |
| "My Thoughts, Your Memories" (나의 생각, 너의 기억) | 2014 | 56  | - KOR: 171,146+ | At Gwanghwamun   |
| "One Confession" (사랑이 숨긴 말들)                 | 2014 | 57  | - KOR: 166,714+ | At Gwanghwamun   |
| "Flying, Deep in the Night" (깊은 밤을 날아서)      | 2014 | 61  | - KOR: 99,949+  | At Gwanghwamun   |
| "Remember Me" (좋은사람)                            | 2015 | 41  | - KOR: 144,756+ | Fall, Once Again |
| "Because I Miss You" (그냥 보고 싶어 그래)          | 2015 | 54  | - KOR: 123,916+ | Fall, Once Again |
| "Autumn Sleeves" (긴 팔)                            | 2015 | 76  | - KOR: 77,962+  | Fall, Once Again |
| "Ways to Say Goodbye" (안녕의 방식)                 | 2015 | 82  | - KOR: 79,908+  | Fall, Once Again |
| "Piano Forest" (피아노 숲)                          | 2015 | 83  | - KOR: 75,863+  | Fall, Once Again |
| "Wind" (바람)                                       | 2015 | 89  | - KOR: 76,258+  | Fall, Once Again |
| "Last Good-bye" (조용히 안녕)                       | 2016 | 100 | - KOR: 98,619+  | Waiting, Still   |
| "Love In Time" (시절인연)                           | 2016 | —   | - KOR: 62,704+  | Waiting, Still   |
| "And We" (그리고 우리)                              | 2016 | —   | - KOR: 54,180+  | Waiting, Still   |
| "Fall In You" (네 안의 가을)                        | 2016 | —   | - KOR: 60,306+  | Waiting, Still   |
| "When with Me" (마음세탁소)                         | 2016 | —   | - KOR: 62,895+  | Waiting, Still   |
| "—" cho biết ca khúc không lọt vào bảng xếp hạng.   |      |     |                 |                  |

#### Video âm nhạc
| Tên                                 | Năm  |
| ----------------------------------- | ---- |
| "At Gwanghwamun"                    | 2014 |
| "A Million Pieces"                  | 2015 |
| "The Day We Felt Distance"          | 2015 |
| "Celebration: Kimi ni Kakeru Hashi" | 2016 |
| "Blah Blah"                         | 2016 |
| "Still"                             | 2016 |
| "One Voice"                         | 2017 |
| "Goodbye for Now"                   | 2017 |
| "Time with You"                     | 2019 |
| "Aewol-ri"                          | 2019 |
| "Dreaming"                          | 2020 |
| "Daystar"                           | 2020 |
| "Coffee"                            | 2021 |

## Phim đã tham gia

### Phim truyền hình
| Năm  | Đài  | Phim                      | Vai                          | Ngôn ngữ         |
| ---- | ---- | ------------------------- | ---------------------------- | ---------------- |
| 2009 | CCTV | Stage Of Youth (青春舞台) | Guixian (Ngôi sao khách mời) | Tiếng Quan Thoại |

### Video âm nhạc
- 2009: "Happy Bubble" – Donghae, Kyuhyun và Han Ji Min

## Nhạc kịch
| Năm                   | Tiêu đề                    | Nhân vật                |
| --------------------- | -------------------------- | ----------------------- |
| 2010-2011, 2013, 2014 | The Three Musketeers       | D'Artagnan              |
| 2012-2013             | Catch Me If You Can        | Frank Abagnale Jr.      |
| 2014                  | Moon Embracing the Sun     | King Leehwon            |
| 2014                  | Singin' in the Rain        | Don Lockwood            |
| 2014-2015             | The Days                   | Moo-yeong               |
| 2015                  | Robin Hood                 | Prince Phillip          |
| 2015-2016             | Werther                    | Werther                 |
| 2016                  | Mozart!                    | Wolfgang Amadeus Mozart |
| 2020                  | The Man Who Laughs         | Gwynplaine              |
| 2020-2021             | Werther (20th anniversary) | Werther                 |
| 2021                  | Phantom                    | Erik                    |
| 2021-2022             | Frankenstein               | Victor Frankenstein     |

## Giải thưởng và đề cử[68]
| Lễ trao giải                  | Năm  | Thành tựu được đề cử         | Hạng mục đề cử                                     | Kết quả   | Tham khảo |
| ----------------------------- | ---- | ---------------------------- | -------------------------------------------------- | --------- | --------- |
| Brand Customer Loyalty Awards | 2021 | —                            | Best Male Variety Idol                             | Đề cử     | [ 69 ]    |
| Golden Disc Awards            | 2016 | At Gwanghwamun               | Disk Bonsang                                       | Đề cử     | [ 70 ]    |
| Golden Disc Awards            | 2016 | "At Gwanghwamun"             | Digital Bonsang                                    | Đoạt giải |           |
| Golden Ticket Awards          | 2011 | The Three Muskeeters Musical | Musical Rising Star                                | Đoạt giải | [ 71 ]    |
| Huading Awards                | 2016 | —                            | Global Best Singer                                 | Đoạt giải |           |
| MBC Entertainment Awards      | 2011 | Radio Star                   | Special Award in MC category                       | Đoạt giải | [ 72 ]    |
| MBC Entertainment Awards      | 2012 | Radio Star                   | Best Newcomer Award                                | Đoạt giải | [ 73 ]    |
| MBC Entertainment Awards      | 2012 | Radio Star                   | Friendship Award (shared with Radio Star members)  | Đoạt giải |           |
| MBC Entertainment Awards      | 2014 | Radio Star                   | Excellence Award in Music/Talk Show                | Đoạt giải |           |
| MBC Entertainment Awards      | 2015 | Radio Star                   | PD's Award (shared with Radio Star members)        | Đoạt giải |           |
| MBC Entertainment Awards      | 2016 | Radio Star                   | Excellence Award in Music/Talk Show (Male)         | Đề cử     |           |
| MBC Entertainment Awards      | 2017 | Radio Star                   | Achievement Award (shared with Radio Star members) | Đoạt giải |           |
| Mnet Asian Music Awards       | 2015 | —                            | Artist of the Year                                 | Đề cử     | [ 74 ]    |
| Mnet Asian Music Awards       | 2015 | —                            | Best Male Artist                                   | Đề cử     |           |
| Mnet Asian Music Awards       | 2015 | "At Gwanghwamun"             | Best Vocal Performance Male                        | Đề cử     |           |
| Mnet Asian Music Awards       | 2015 | "At Gwanghwamun"             | Song of the Year                                   | Đề cử     |           |
| SBS MTV Best of the Best      | 2014 | —                            | Best Vocal Video                                   | Đoạt giải |           |
| Seoul Music Awards            | 2015 | At Gwanghwamun               | Bonsang Award                                      | Đề cử     | [ 75 ]    |
| Seoul Music Awards            | 2015 | —                            | High1/Mobile Popularity Award                      | Đề cử     |           |
| Seoul Music Awards            | 2015 | —                            | Hallyu Special Award                               | Đề cử     |           |
| Seoul Music Awards            | 2021 | —                            | Ballad Award                                       | Đề cử     |           |
| Seoul Music Awards            | 2021 | "Confession Is Not Flashy"   | OST Award                                          | Đề cử     |           |
| The Musical Awards            | 2013 | The Three Muskeeters Musical | Popular Star Award                                 | Đoạt giải |           |